# Elektronisk næse
 Der er for få eller ingen kildehenvisninger i denne artikel, hvilket er et problem. Du kan hjælpe ved at angive troværdige kilder til de påstande, som fremføres i artiklen.

En elektronisk næse er en elektronisk sensor, der er beregnet til at registrere lugte eller smagsstoffer og dermed imitere en næse. Udtrykket "elektronisk sensorik" henviser til muligheden for at efterligne de menneskelige sanser ved hjælp af sensormaskiner og mønstergenkendelsessystemer.
Siden 1982 er der blevet forsket i at udvikle teknologier, almindeligvis kaldet elektroniske næser, der kan registrere og genkende lugte og smagsstoffer. Genkendelsesprocessens faser ligner den menneskelige lugtesans og udføres med henblik på identifikation, sammenligning, kvantificering og andre anvendelser, herunder lagring og genfinding af data. Nogle af disse apparater anvendes til industrielle formål.

## Andre teknikker til analyse af lugte
I alle industrier foretages lugtvurdering normalt ved menneskelig sensorisk analyse, ved kemosensorer eller ved gaskromatografi. Sidstnævnte teknik giver oplysninger om flygtige organiske forbindelser, men sammenhængen mellem analyseresultater og den gennemsnitlige lugtoplevelse er ikke direkte på grund af mulige interaktioner mellem flere lugtkomponenter.
I Wasp Hound-lugtdetektoren er det mekaniske element et videokamera og det biologiske element fem parasitære hvepse, som er blevet konditioneret til at sværme som reaktion på tilstedeværelsen af et bestemt kemisk stof.

## Historie
Videnskabsmanden Alexander Graham Bell populariserede den opfattelse, at det var vanskeligt at måle en lugt, og i 1914 sagde han følgende:
Har du nogensinde målt en lugt? Kan du sige, om en lugt er lige dobbelt så stærk som en anden? Kan du måle forskellen mellem to slags lugte og en anden? Det er meget tydeligt, at vi har mange forskellige slags lugte, lige fra duften af violer og roser til asafetida. Men så længe man ikke kan måle deres lighed og forskelle, kan man ikke have nogen videnskab om lugte. Hvis du er ambitiøs med hensyn til at finde en ny videnskab, skal du måle en lugt.
- Alexander Graham Bell, 1914
I de årtier, der gik, siden Bell gjorde denne observation, blev der ikke udviklet en sådan videnskab om lugt, og det var først i 1950'erne og derefter, at der blev gjort reelle fremskridt. Et almindeligt problem for lugtdetektion er, at det ikke drejer sig om måling af energi, men om måling af fysiske partikler.

## Arbejdsprincip
Den elektroniske næse blev udviklet for at efterligne den menneskelige lugtesans, der fungerer som en ikke-separativ mekanisme: dvs. at en lugt/smag opfattes som et globalt fingeraftryk. Instrumentet består i det væsentlige af en hovedrumsprøveudtagning, et kemisk sensorarray og mønstergenkendelsesmoduler, der genererer signalmønstre, som bruges til at karakterisere lugte.
Elektroniske næser består af tre hoveddele: et prøveafgivelsessystem, et detektionssystem og et computersystem.
Prøveafgivelsessystemet gør det muligt at generere headspace (flygtige forbindelser) fra en prøve, som er den analyserede fraktion. Systemet injicerer derefter dette headspace i den elektroniske næses detektionssystem. Prøvetilførselssystemet er afgørende for at sikre konstante driftsbetingelser.
Detektionssystemet, som består af et sensorsæt, er instrumentets "reaktive" del. Når sensorerne kommer i kontakt med flygtige forbindelser, reagerer de, hvilket betyder, at de ændrer deres elektriske egenskaber.
I de fleste elektroniske næser er hver sensor følsom over for alle flygtige molekyler, men hver på sin specifikke måde. I bioelektroniske næser anvendes der imidlertid receptorproteiner, som reagerer på specifikke lugtmolekyler. De fleste elektroniske næser anvender kemiske sensormatricer, der reagerer på flygtige forbindelser ved kontakt: adsorptionen af flygtige forbindelser på sensoroverfladen forårsager en fysisk ændring af sensoren. En specifik reaktion registreres af den elektroniske grænseflade, der omdanner signalet til en digital værdi. De registrerede data beregnes derefter på grundlag af statistiske modeller.
Bioelektroniske næser anvender olfaktoriske receptorer - proteiner klonet fra biologiske organismer, f.eks. mennesker, som binder sig til specifikke lugtmolekyler. En gruppe har udviklet en bioelektronisk næse, der efterligner de signalsystemer, som den menneskelige næse anvender til at opfatte lugte med en meget høj følsomhed: femtomolære koncentrationer.
De mere almindeligt anvendte sensorer til elektroniske næser omfatter
- metal-oxid-halvleder-enheder (MOSFET) - en transistor, der anvendes til at forstærke eller skifte elektroniske signaler. Dette fungerer efter princippet om, at molekyler, der kommer ind i sensorområdet, vil være ladet enten positivt eller negativt, hvilket bør have en direkte virkning på det elektriske felt inde i MOSFET'en. Indførelsen af hver enkelt yderligere ladet partikel vil således påvirke transistoren direkte på en unik måde og skabe en ændring i MOSFET-signalet, som derefter kan fortolkes af computersystemer til mønstergenkendelse. Så i det væsentlige vil hvert enkelt detekterbart molekyle have sit eget unikke signal, som et computersystem kan fortolke.
- ledende polymerer - organiske polymerer, der leder elektricitet.
- Polymerkompositter - ligner i anvendelse de ledende polymerer, men består af ikke-ledende polymerer tilsat et ledende materiale som f.eks. carbon black.
- kvartskrystalmikrobalance (QCM) - en metode til måling af masse pr. arealenhed ved at måle ændringen i frekvensen af en kvartskrystalresonator. Dette kan gemmes i en database og bruges til senere brug.
- akustiske overfladebølger (SAW) - en klasse af mikroelektromekaniske systemer (MEMS), som er baseret på modulering af akustiske overfladebølger til at registrere et fysisk fænomen.
- Massespektrometre kan miniaturiseres til at udgøre en gasanalyseanordning til generelle formål.

Nogle enheder kombinerer flere sensortyper i en enkelt enhed, f.eks. polymerbelagte QCM'er. Den uafhængige information fører til langt mere følsomme og effektive anordninger. Undersøgelser af luftstrømmen omkring hundenæser og test af modeller i naturlig størrelse har vist, at en cyklisk "sniffinghandling", der ligner en rigtig hunds, er fordelagtig med hensyn til forbedret rækkevidde og reaktionshastighed.
I de senere år er der udviklet andre typer elektroniske næser, som anvender massespektrometri eller ultrahurtig gaskromatografi som detektionssystem.
Datasystemet arbejder med at kombinere svarene fra alle sensorerne, hvilket udgør input til databehandlingen. Denne del af instrumentet udfører en global fingeraftryksanalyse og leverer resultater og repræsentationer, der let kan fortolkes. Desuden kan resultaterne fra den elektroniske næse korreleres med dem, der er opnået ved hjælp af andre teknikker (sensorisk panel, GC, GC/MS). Mange af datatolkningssystemerne anvendes til analyse af resultaterne. Disse systemer omfatter kunstige neurale netværk (ANN), fuzzy-logik, mønstergenkendelsesmoduler osv. Kunstig intelligens, herunder kunstige neurale netværk (ANN), er en vigtig teknik til forvaltning af miljølugt.

## Det at foretage en analyse
Som et første skridt skal en elektronisk næse trænes med kvalificerede prøver, så der kan opbygges en referencedatabase. Derefter kan instrumentet genkende nye prøver ved at sammenligne en flygtig forbindelses fingeraftryk med dem, der findes i dets database. De kan således foretage kvalitative eller kvantitative analyser. Dette kan dog også give problemer, da mange lugte består af flere forskellige molekyler, som kan fortolkes forkert af apparatet, da det vil registrere dem som forskellige forbindelser, hvilket kan resultere i ukorrekte eller unøjagtige resultater afhængigt af næsens primære funktion. Eksemplet på datasættet for e-næse er også tilgængeligt. Dette datasæt kan bruges som reference for signalbehandling af e-næse-signaler, navnlig til undersøgelser af kødkvalitet. De to hovedformål med dette datasæt er klassificering af oksekød i flere klasser og forudsigelse af mikrobielle populationer ved hjælp af regression.

## Anvendelser
Elektroniske næseinstrumenter anvendes af forsknings- og udviklingslaboratorier, kvalitetskontrollaboratorier og proces- og produktionsafdelinger til forskellige formål:

### I kvalitetskontrollaboratorier
- Overensstemmelse af råvarer, mellemprodukter og slutprodukter
- Konsistens fra batch til batch
- Påvisning af kontaminering, fordærv og forfalskning
- Udvælgelse af oprindelse eller leverandør
- Overvågning af opbevaringsbetingelser
- overvågning af kødkvalitet.

### I proces- og produktionsafdelinger
- Styring af råvarernes variabilitet
- Sammenligning med et referenceprodukt
- Måling og sammenligning af fremstillingsprocessens indvirkning på produkterne
- Opfølgning af effektiviteten af rengøringsprocessen på stedet
- Overvågning af opskalering
- Overvågning af rengøring på stedet.

### I produktudviklingsfaser
- Sensorisk profilering og sammenligning af forskellige formuleringer eller opskrifter
- Benchmarking af konkurrerende produkter
- Evaluering af virkningen af en ændring af en proces eller ingrediens på de sensoriske egenskaber.

Mulige og fremtidige anvendelser inden for sundhed og sikkerhed
- Påvisning af farlige og skadelige bakterier, f.eks. software, der er udviklet specielt til at genkende lugten af MRSA (Methicillin-resistent Staphylococcus aureus). Det er også i stand til at genkende meticillinsusmodtagelige S. aureus (MSSA) blandt mange andre stoffer. Det er blevet teoretiseret, at hvis den er omhyggeligt placeret i hospitalers ventilationssystemer, kan den opdage og dermed forhindre forurening af andre patienter eller udstyr med mange meget smitsomme patogener.
- Påvisning af lungekræft eller andre medicinske tilstande ved at påvise de VOC'er (flygtige organiske forbindelser), der indikerer den medicinske tilstand.
- Påvisning af virus- og bakterieinfektioner i forbindelse med KOL-forværringer.
- Kvalitetskontrol af fødevarer, da den kan placeres praktisk i fødevareemballage for klart at angive, hvornår fødevarerne er begyndt at rådne, eller anvendes i marken til at påvise bakteriel eller insektforurening.
- Nasale implantater kunne advare om tilstedeværelsen af naturgas for personer med anosmi eller svag lugtesans.
- Brain Mapping Foundation har brugt den elektroniske næse til at opdage kræftceller i hjernen.

### Mulige og fremtidige anvendelser inden for kriminalitetsforebyggelse og sikkerhed
Den elektroniske næses evne til at registrere lugtløse lugte gør den ideel til brug i politiet, f.eks. til at registrere bombelugt på trods af andre luftbårne lugte, der kan forvirre politihunde. Dette er dog usandsynligt på kort sigt, da omkostningerne ved den elektroniske næse er ret høje.
Den kan også anvendes som en metode til narkotikadetektion i lufthavne. Ved omhyggelig placering af flere eller flere elektroniske næser og effektive computersystemer kan man på mindre end få sekunder triangulere narkotikasportens placering med en nøjagtighed på få meter.
Der findes demonstrationssystemer, der kan detektere de dampe, der afgives af sprængstoffer, men de er i øjeblikket et stykke fra en veltrænet snushund.

### I miljøovervågning
Til identifikation af flygtige organiske forbindelser i luft-, vand- og jordprøver.
Til miljøbeskyttelse.
Forskellige anvendelsesnoter beskriver analyser inden for områder som f.eks. aromaer og duftstoffer, fødevarer og drikkevarer, emballage, lægemidler, kosmetik og parfume samt kemiske virksomheder. Senest kan de også anvendes til overvågning af offentlige problemer i forbindelse med olfaktoriske gener ved hjælp af netværk af udstyr på stedet. Da emissionshastighederne på et sted kan være ekstremt variable for nogle kilder, kan den elektroniske næse være et redskab til at spore udsving og tendenser og vurdere situationen i realtid. Det forbedrer forståelsen af kritiske kilder, hvilket fører til proaktiv lugtstyring. Realtidsmodellering vil præsentere den aktuelle situation, så operatøren kan forstå, hvilke perioder og forhold der udgør en risiko for anlægget. Desuden kan eksisterende kommercielle systemer programmeres til at have aktive advarsler baseret på indstillede punkter (lugtkoncentration modelleret ved receptorer/alarmpunkter eller lugtkoncentration ved en næse/kilde) for at iværksætte passende foranstaltninger.

## Eksterne links og henvisninger
1. ↑  Haddad, Rafi; Medhanie, Abebe; Roth, Yehudah; Harel, David; Sobel, Noam (15. april 2010). "Predicting Odor Pleasantness with an Electronic Nose". PLOS Computational Biology. 6 (4): e1000740. Bibcode:2010PLSCB...6E0740H. doi:10.1371/journal.pcbi.1000740. PMC 2855315. PMID 20418961.
2. ↑  Persaud, Krishna; Dodd, George (1982). "Analysis of discrimination mechanisms in the mammalian olfactory system using a model nose". Nature. 299 (5881): 352-5. Bibcode:1982Natur.299..352P. doi:10.1038/299352a0. PMID 7110356. S2CID 4350740.
3. ↑  "Wasp Hound". Science Central. Arkiveret fra originalen 16. juli 2011. Hentet 23. februar 2011.
4. ↑  Graham Bell (september 2003). "Measuring Odours and Odorants" (PDF). ChemoSense. Arkiveret fra originalen (PDF) 2012-03-31. Hentet 2011-08-22.